# Лазарев, Николай Никифорович (инженер)
Николай Никифорович Лазарев (1908, Санкт-Петербург — ?) — советский инженер-геолог, инженер-геофизик, лауреат Ленинской премии.

## Биография
Окончил географический факультет Ленинградского университета по специальности геофизик, геодезист (1930).
В 1931—1937 доцент, зам. директора Таганрогского института механизации сельского хозяйства.
В сентябре 1937 г. арестован. 22.07.1938 осужден на 10 лет + 5 п/п по ст. 58-7, 17-58-8, 11 УК. Отбывал срок на Соловках, затем Норильлаг с 16.08.1939 до 01.08.1954. 30.12.1950 осужден на поселение.
Работал на строительстве Норильского комбината и в институте «Норильскпроект»: инженер, начальник отдела, с 1963 главный инженер спецпроектов.
В 1966 г. присуждена Ленинская премия за участие во внедрении прогрессивных индустриальных методов при строительстве заполярного Норильского комбината и города Норильска в условиях вечномерзлых грунтов.